# Depende
Depende – drugi album muzyczny zespołu Jarabe de Palo, nagrany od lutego do kwietnia 1998 roku w Londynie, wydany w tym samym roku przez wytwórnię Virgin.

## Lista utworów
Źródło:
| Nr  | Tytuł utworu            | Długość |
| --- | ----------------------- | ------- |
| 1.  | „Depende”               | 4:22    |
| 2.  | „Pura Sangre”           | 4:06    |
| 3.  | „Te Miro Y Tiemblo”     | 4:28    |
| 4.  | „Plaza de Las Palmeras” | 3:53    |
| 5.  | „Realidad O Sueño”      | 4:22    |
| 6.  | „Agua”                  | 4:17    |
| 7.  | „Perro Apaleao”         | 3:22    |
| 8.  | „Vivo En Un Saco”       | 4:14    |
| 9.  | „Toca Mi Canción”       | 4:39    |
| 10. | „Duerme Conmigo”        | 3:21    |
| 11. | „Vive Y Deja Vivir”     | 4:26    |
| 12. | „Mi Mundo En Tu Mano”   | 3:24    |
| 13. | „Adiós”                 | 4:48    |
| 14. | „A Lo Loco”             | 4:13    |
|     |                         | 57:55   |